# Jiří Paďour
Jiří Paďour (4. dubna 1943, Vraclav – 11. prosince 2015, Prachatice) byl český římskokatolický duchovní, kapucín a dvanáctý biskup českobudějovický.

## Život
Po základní škole nastoupil na učiliště se zaměřením mechanik počítacích strojů. Poté absolvoval DAMU (1966), obor herectví.  V následujících letech získal angažmá v Divadle Na zábradlí. Roku 1970 se rozhodl nastoupit na Cyrilometodějskou bohosloveckou fakultu v Litoměřicích. Na kněze byl vysvěcen v roce 1975, následující dva roky (než ztratil státní souhlas) působil jako kněz v Mariánských Lázních a okolí. Dne 4. října 1978 vstoupil tajně do řádu kapucínů (věčné sliby složil 10. prosince 1983). V letech 1978–1979 pracoval na sekretariátu Františka Tomáška, na zásah komunistické moci musel odejít.
Dvakrát za sebou byl zvolen provinciálem řádu (1991, 1994). Dne 3. prosince 1996 jej papež Jan Pavel II. jmenoval titulárním biskupem ausuccurénským a pomocným biskupem pražským. Biskupské svěcení obdržel 11. ledna 1997. Dne 23. února 2001 byl jmenován biskupem koadjutorem českobudějovické diecéze k biskupovi Antonínu Liškovi, vedení diecéze převzal 25. září 2002.
Dne 1. března 2014 papež František přijal jeho rezignaci ze zdravotních důvodů. Jiřímu Paďourovi byl ponechán titul emeritního biskupa českobudějovického.
Zemřel v hospici sv. Jana Nepomuka Neumanna v Prachaticích v pátek 11. prosince 2015 zaopatřen svátostmi.
| „             | Františkánskou spiritualitu jsem se snažil žít celý život – oprostit se od všeho fyzického a psychického, co není potřebné. Zažil jsem mnoho ústrků a zjistil jsem, že když mám ruce prázdné, Bůh je naplní. | “ |
| — Jiří Paďour | |   |